# Chiese a sala con cupole in asse

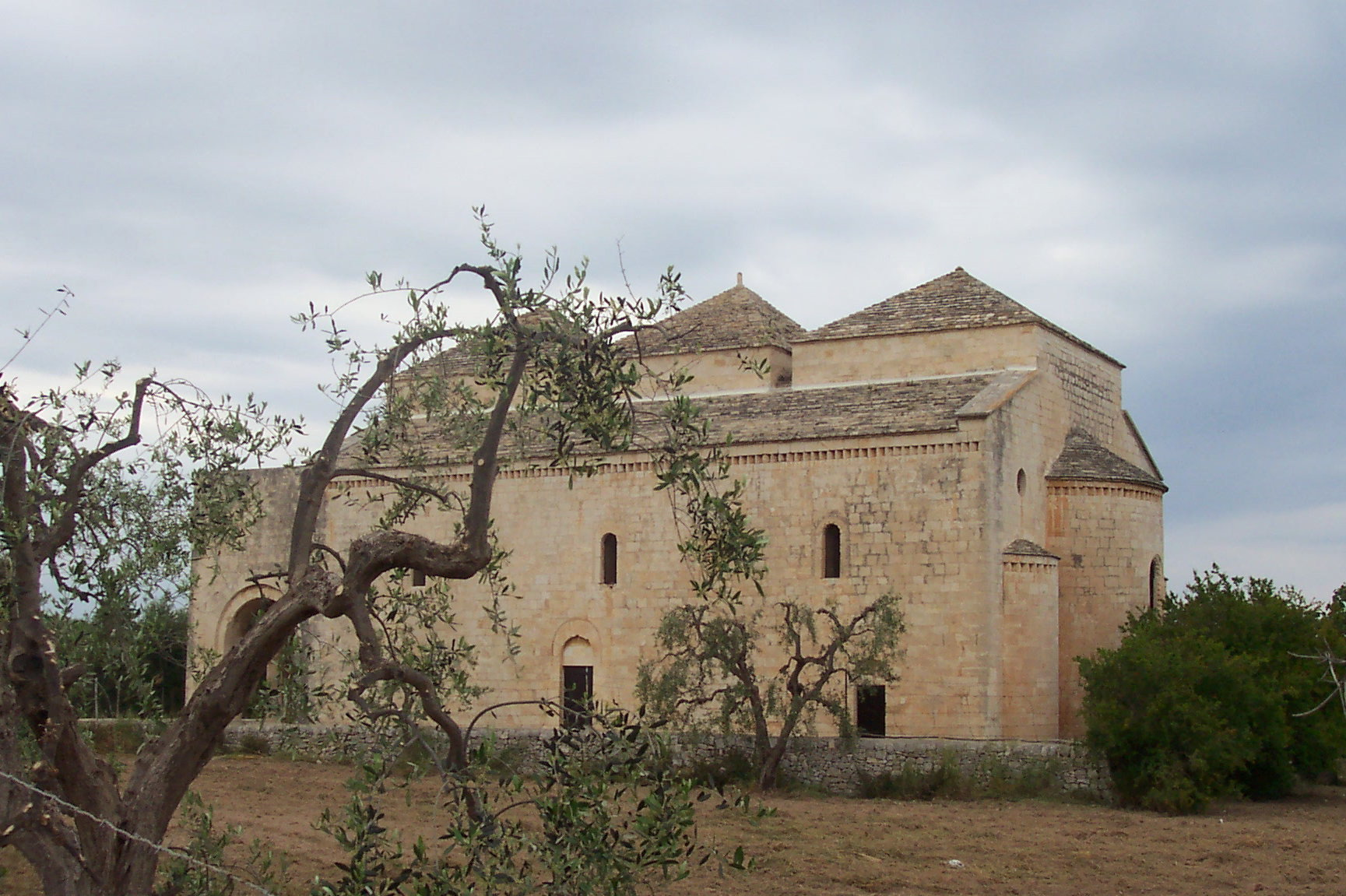
Veduta laterale della chiesa di Ognissanti a Valenzano

Le chiese a sala con cupole in asse rappresentano una particolare tipologia di edifici religiosi costruiti in Puglia a partire dall'Alto medioevo sino al XII secolo. Esse si caratterizzano per la copertura della navata centrale con cupole in asse e volte rampanti a mezza botte a copertura delle navate laterali.

## Architettura

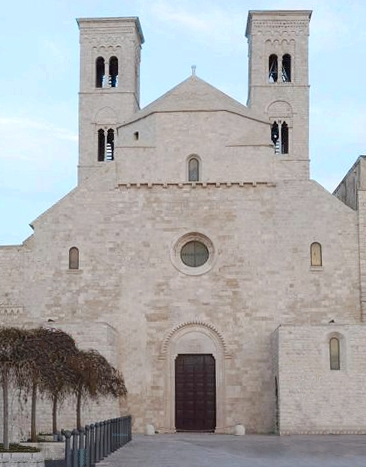
Facciata del duomo di Molfetta

In Puglia le antiche tecniche di costruzione di cupole mediante conci posati a secco sono esistite sin dai tempi antichi nell'ambito delle comunità rurali producendo gli esempi anche contemporanei dei trulli (nella parte settentrionale e centrale della regione) e delle pajare nel Salento.
Tali tecniche vengono anche sfruttate in Puglia per la copertura di chiese sin dal VII secolo. È infatti a tale epoca che viene riferita la costruzione del tempietto di Seppannibale a Fasano, dove la copertura della navata centrale avviene per la prima volta (in base alle conoscenze attuali) con l'innalzamento di cupole in asse sopraelevata dal tetto mediante alti tamburi, spesso dotati di piccole monofore. Il più antico esempio di chiesa a cupole in asse di Puglia, che pare abbia funto da prototipo per le successive elaborazioni architettoniche monumentali, è rappresentato dalle vestigia della chiesetta di Sant'Apollinare, presso Rutigliano. Altri esempi altomedievali di questa soluzione costruttiva sono nella chiesa di San Pietro Mandurino a Manduria, nella chiesa di San Salvatore a Monte Sant'Angelo, nella Madonna di Gallana a Oria, in San Pietro a Crepacore a Torre Santa Susanna. Alcuni studiosi (Bertelli, G., 2004), collegano il modello delle chiese con cupole in asse ad un unico prototipo originario, riscontrabile al di fuori della Puglia, e che è la piccola chiesa longobarda di Sant'Ilario a Port'Aurea a Benevento.
Con l'avvento del romanico, si diffonde in Puglia a partire dall'XI secolo, la cultura architettonica indicata come romanico pugliese. Nell'ambito di essa, trova maturazione in Puglia la soluzione particolarmente originale (e diffusa solo in questa regione e soprattutto in terra di Bari), sia dal punto di vista costruttivo che spaziale, delle cupole in asse. Con essa, in chiese a sala a pianta longitudinale, la navata centrale ha copertura con cupole in asse (generalmente in numero da una a tre, di cui spesso la mediana sopraelevata da un tamburo), la cui forza spingente viene spesso contraffortata da volte rampanti a mezza botte, a copertura delle navate laterali. All'interno, la navata centrale si distribuisce in campate quadrate, mentre le navate laterali si strutturano in campate strette, rettangolari.
Tale soluzione, unica in tutta l'architettura medioevale, determina strutture compatte, come si vede, in modo molto chiaro, nel caso del duomo di San Corrado a Molfetta.
Un altro esempio, assolutamente originale, è quello della chiesa di San Felice a Balsignano, dove la cupola è sopraelevata da un alto tamburo ottagonale, pregevole nella fattura, come le decorazioni della facciata della chiesa.
Addossato alla facciata a settentrione vi è un secondo corpo rustico posteriore al primo, anch'esso costituito da un'unica piccola navata absidata
Dal blocco squadrato di queste chiese, sporgono centralmente i volumi delle cupole che però, all'esterno, sono quasi sempre coperte da tiburi piramidali con tetti a spiovente ottenuti con la posa a secco di "chiancarelle" (piccole lastre calcaree) mediante le tecniche utilizzate per la costruzione dei trulli. Le cupole spesso non sono emisferiche ma a sezione parabolica, più frequentemente a calotta su pennacchi a vela. Inoltre i conci dei primi filari vengono fatti giacere in modo orizzontale, mentre ad altezze crescenti le giaciture si inclinano secondo i raggi della curva.
Questo tipo di chiese non include mai edifici di grandi dimensioni, come le grandi cattedrali romaniche, generalmente coperte mediante tetti a capriate lignee, o, più tardi, da volte a crociera costolonate.

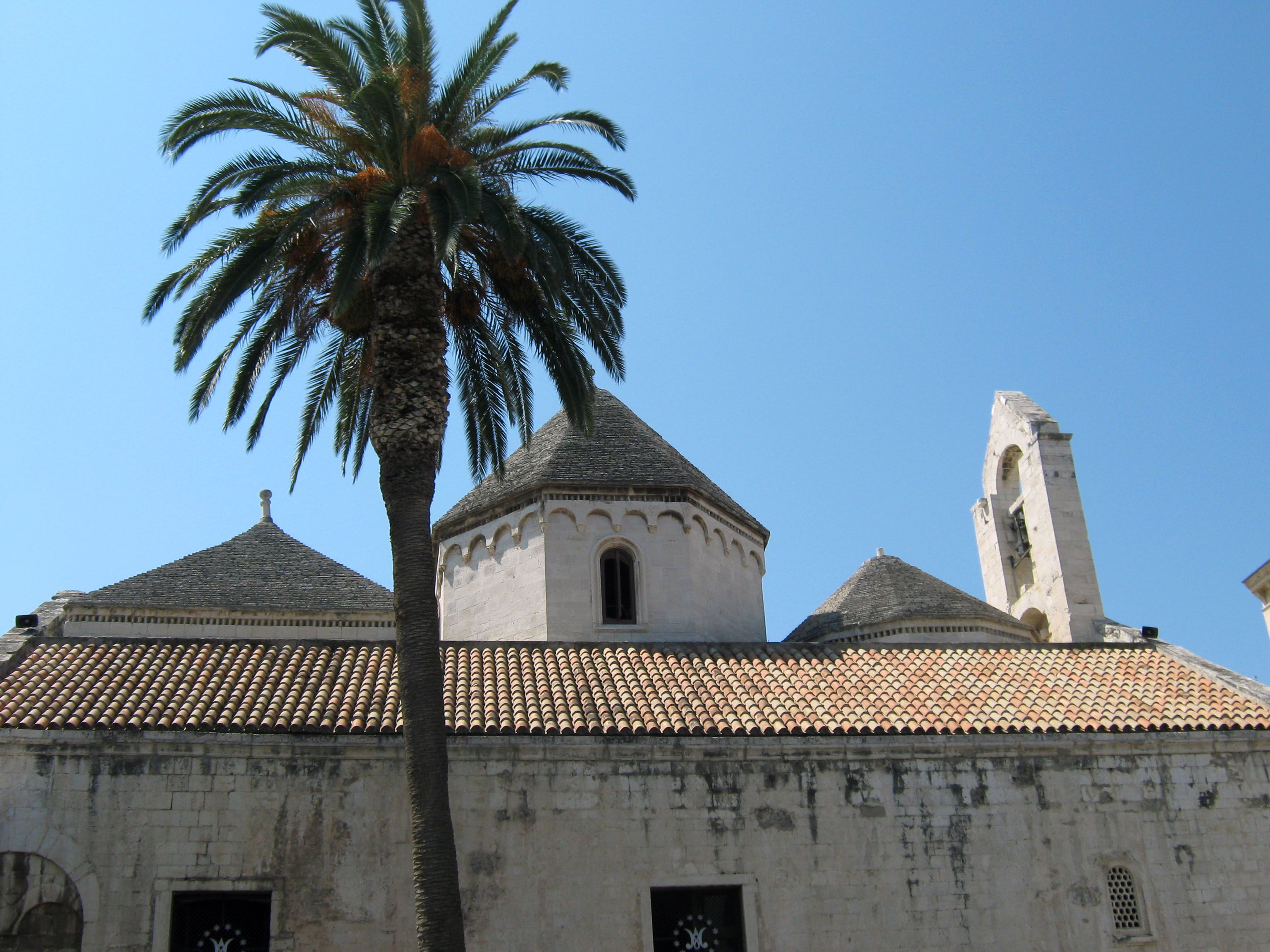
Le cupole in asse della chiesa di San Francesco a Trani

### Esempi di chiese a sala con cupole in asse in Puglia
- Chiesa di San Felice a Balsignano
- Chiesa di Santa Croce a Bitonto
- Chiesa di Santa Lucia a Bitonto
- Chiesa di San Domenico a Bitonto
- Chiesa di San Valentino a Bitonto
- Chiesa di San Benedetto a Brindisi
- Chiesa di San Bartolomeo de Palude a Castellana Grotte
- Chiesa di San Benedetto a Conversano
- Chiesa di San Vito a Corato
- Tempietto di Seppannibale a Fasano
- Chiesa dello Spirito Santo a Giovinazzo
- Chiesetta di San Basilio a Giovinazzo
- Chiesa di San Pietro Mandurino a Manduria
- Chiesa di Santa Lucia a Massafra
- Duomo di San Corrado a Molfetta
- Chiesa di Sant'Angelo in Francisto a Monopoli
- Chiesa di San Salvatore a Monte Sant'Angelo
- Chiesa di Santa Maria di Gallana a Oria
- Chiesa di Sant'Apollinare a Rutigliano
- Chiesa di San Pietro a Crepacore a Torre Santa Susanna
- Chiesa di San Francesco a Trani
- Tempio di Giano a Trani
- Chiesa di San Rocco (o dell'Annunziata) a Turi
- Chiesa di Ognissanti a Valenzano.
- Chiesa di San Pietro de Octava a Fasano